# Pietro Pacifico Gamondi
Pietro Pacifico Gamondi (Valganna, 24 luglio 1914 – Luino, 19 agosto 1993) è stato un medico italiano, ricordato per il suo interesse e impegno nei confronti di un ambito della medicina noto come etnomedicina o medicina tropicale.

## Biografia

### Infanzia e formazione
Pietro Pacifico Gamondi, figlio di Anna Maria Luigia Bonin e Paolo Gamondi, nacque il 24 luglio 1914 a Ghirla, un piccolo paese nel comune di Valganna in provincia di Varese. Figlio di un soldato, venne educato in modo rigido e rigoroso. Questo tipo di educazione contribuì alla formazione di un carattere propenso all'adattamento a situazioni difficili, a usanze diverse dalle proprie nonché alla capacità di affrontare avventure e rischi.
                                                                        Si diplomò al liceo classico Leone XIII di Milano, istituto gestito dai Padri Gesuiti; anche qui, il rigido modello educativo seguito dall'istituto finì per consolidare alcuni tratti della sua personalità come il rigore, la costanza nello studio e il senso morale che lo accompagnarono per tutta la vita. Dopo una brillante carriera da studente, il 26 giugno 1940 si laureò presso la facoltà di Medicina e Chirurgia di Roma e nel giugno 1942 venne ammesso ai corsi per Allievi Ufficiali nella Scuola di Sanità Militare di Firenze; dopo aver ottenuto l'abilitazione di medico fu nominato Allievo Ufficiale Medico di Complemento in attesa di essere destinato, nel dicembre dello stesso anno, al reggimento “Piemonte Reale” cavalleria. Spostatosi a Roma, si specializzò in Medicina Tropicale e Subtropicale in qualità di allievo di Aldo Castellani, scopritore del Trypanosoma gambiensis, microrganismo che attraverso la puntura della mosca tse-tse provoca la malattia del sonno, e maestro che influenzò tutta la sua vita di medico. Nel 1946 partirono insieme per Lisbona e successivamente per Londra, dove Gamondi continuò i suoi studi e le sue ricerche ed ebbe modo di frequentare gli ambienti scientifici locali, perfezionando sempre più le sue conoscenze riguardo alla medicina tropicale; al rientro in Italia stabilì la sua residenza a Roma.

### Un medico tropicalista
Pietro Gamondi è considerato un rappresentante italiano di quella branca della medicina nota con il nome di Medicina Coloniale o Medicina Tropicale. Il suo nome si inserisce nella storia della medicina del secolo scorso grazie ai contributi scientifici e all’impegno umanitario da lui sempre elargito in favore delle popolazioni povere e ad alto rischio di mortalità. La ragione che guidava medici come Gamondi, che sceglievano di partire per luoghi lontani e pericolosi mettendo a rischio la loro stessa vita, va ricercata nel fatto che essi erano medici tropicalisti, cioè specialisti della scienza microbiologica aggiornata; essi erano guidati dalla neonata Organizzazione Mondiale della Sanità e avevano il desiderio di essere utili nei paesi dove la scienza non aveva portato ancora tutte le sue risorse.

### La missione in Egitto
In Egitto nel 1947 si scatenò una grande epidemia di colera e questo evento segnò l'inizio delle avventure di Gamondi all'estero: si trattò infatti della sua prima esperienza oltremare e dunque del primo termine di confronto con una civiltà diversa dalla propria. Egli, insieme ad altri colleghi, sfruttò l'occasione per partire e mettere in campo le competenze di medico tropicalista e una volta lì, in collaborazione con i medici locali, impedì la diffusione del colera, riuscendo a curare la popolazione. Gamondi ebbe così la soddisfazione di aver partecipato con successo all'impresa, nonostante si trattasse del suo primo impegno tropicalista. Decise di non tornare subito in Italia e prolungò il suo soggiorno in Egitto di qualche anno.

### L'ingresso nell'OMS
Gamondi tornò in Italia solo nel 1950, stabilendosi a Varese, e qui cominciò a esercitare la professione medica sostituendo di paese in paese i medici condotti. Tuttavia, fare il medico condotto non lo soddisfaceva, così decise di sostenere gli esami a Londra per entrare a far parte, come medico, dell'Organizzazione Mondiale della Sanità (ente internazionale fondato da pochi anni). Superò le prove di selezione e fu tra i primi medici ad operare per questa organizzazione, così poté finalmente realizzare il sogno di essere ufficialmente medico in paesi lontani e sconosciuti. La sua prima missione in Oriente fu proprio per incarico dell'OMS: nel 1955 partì in nave diretto sull'isola di Sumatra in Indonesia.

### Il viaggio a Sumatra
Nel 1955 Gamondi con l'OMS partì per l'Oriente, destinato a Sumatra. Durante la navigazione ebbe tempo di studiare e preparare il lavoro che lo attendeva, dal momento che l'aspettava un ambiente "primitivo", molto diverso da quello trovato precedentemente in Egitto, nel quale la società era organizzata in gruppi tribali che vivevano di caccia, pesca e raccolta di frutti selvatici. Una volta sul campo, partecipando ogni giorno alla vita dei villaggi, riuscì ad integrarsi perfettamente nelle tribù, grazie anche al suo atteggiamento empatico con i nativi e al suo carattere aperto, pronto a comprendere la loro cultura, anche partecipando attivamente ai loro riti. Nelle tribù, per esempio, si riteneva che la magia fosse in grado di proteggere gli uomini ed egli si impegnò a rispettare le loro credenze. Spesso infatti, lui stesso chiedeva aiuto agli stregoni dei gruppi tribali, avendo compreso che il loro aiuto era fondamentale, sia per l'integrazione nella tribù, sia perché effettivamente spesso essi avevano potere curativo, soprattutto per le patologie psichiche. Si creò così una collaborazione: si decideva insieme quale tipo di medicina, quella dell'uomo bianco o quella dello stregone, era più efficace in ogni specifico caso.
                                              A Sumatra, il principale impegno sanitario di Gamondi riguardava i problemi causati dalle parassitosi, tipiche di quel clima caldo-umido ma, oltre alla diretta attività medica sul territorio, il compito assegnato a Gamondi da parte dell'OMS era quello di effettuare screening e valutazioni amministrative, e soprattutto di organizzare le attività di ambulatori ed ospedali. Egli perciò documentava, annotava casi, effettuava semplici esami di laboratorio e raccoglieva dati sugli ammalati del luogo, il tutto veniva poi inviato all'OMS per essere inserito negli studi e nelle ricerche europee di Medicina Tropicale. Nel 1956 fondò l'ospedale di Lubuk Sikapyng e organizzò vari ambulatori in diversi villaggi e l'anno seguente promosse la costruzione di un ospedale a Sawah Lunto, per fornire posti letto.

### L'amicizia con Pietro Caffarelli
Arrivato a Sumatra Gamondi incontrò diversi colleghi italiani inviati anch'essi dall'OMS o partecipanti ad altre missioni. L'incontro più significativo fu quello con Pietro Parenzo Caffarelli, un medico di Roma che nel 1955 partì per raggiungere Sumatra, rispondendo all'invito del governo Indonesiano che cercava medici ed infermieri per coprire i numerosi bisogni sanitari del suo vasto territorio. L'obbiettivo di Caffarelli era quello di svolgere la sua professione nel modo in cui l'aveva sempre intesa: curare ogni tipo di malattia, avere un rapporto personale con il malato, seppur spesso senza i mezzi adeguati e confidando nei mezzi di fortuna. Fu proprio la sua voglia di voler avere un rapporto diverso con le persone e con la società che lo circondava, la voglia di fare il medico per curare e non per profitto, che lo accomunava nel pensiero e nella vita al dottor Gamondi. Egli infatti condivise con Gamondi non solo l'esperienza sul campo ma anche, e soprattutto, un'amicizia durata tutta la vita.

### L'aggressione a Sumatra e il rientro in Italia
Durante la permanenza a Sumatra Gamondi si trovò ad affrontare diverse situazioni pericolose: in un'occasione fu assalito da una tigre, rimanendo gravemente ferito ad un braccio; successivamente, nel settembre 1958, fu coinvolto in un altro incidente, il più significativo, in compagnia del collega Caffarelli. I due medici si trovavano su un'auto guidata da un autista indigeno e all'improvviso, giunti quasi a destinazione, si trovarono bersaglio delle armi da fuoco dei rivoltosi. Gamondi fu colpito gravemente ad una gamba e ad un braccio; il collega invece, ferito in modo più lieve, fu in grado di muoversi e andare a cercare soccorsi. Arrivarono a Napoli il 18 Dicembre 1955, ma nonostante le numerose cure, la ferita alla gamba di Gamondi aveva sviluppato un'infezione; dovette perciò sottoporsi ad un ulteriore intervento chirurgico a Milano che fortunatamente gli salvò la gamba impedendone però il recupero della piena funzionalità, tanto che la zoppia lo accompagnò per tutta la vita.

### Il matrimonio
Tornato in Italia per curarsi, riprese contatti con Claudia Valente, conosciuta alcuni anni prima e poco dopo i due si sposarono. Entrambi condividevano gli stessi interessi per il viaggiare, conoscere luoghi ed usanze diverse, e insieme decisero di prendere parte ad un altro lavoro di volontariato. Infatti, subito dopo le nozze, partirono insieme per una missione in Africa.

### La missione in Congo
Dopo l'esperienza a Sumatra, continuando ad assecondare la sua natura che lo spingeva a viaggiare in paesi equatoriali, Gamondi accettò di partire, accompagnato dalla moglie, per conto del Ministero degli esteri italiano. Iniziava il suo lavoro di medico tropicalista in Congo, dove le sue esperienze passate sarebbero state molto utili, specialmente in un ospedale situato nella foresta. La classe dirigente di quella nazione dell'Africa centro-occidentale era ancora poco sviluppata e ciò incideva su fattori come la salute e la malattia, per la presenza di tante patologie endemiche. Noto per le sue esperienze precedenti in Asia, garanzia di competenza e capacità di intervento in zone ancora sottosviluppate, Gamondi ricevette l'incarico di dirigere l'ospedale di Yagambi, situato nell'alto Congo, con l'obiettivo di organizzare un ambulatorio medico dislocato nella foresta. Inoltre, la moglie aveva competenze di fisica, utili per organizzare attività e strumentazione necessaria per il lavoro in missione e così si instaurò una vera e propria collaborazione. Entrambi si impegnavano oltre che dal punto di vista dell'attività medica, anche nell'insegnare le basi fondamentali di una buona igiene, pianificare e programmare azioni volte a migliorare le profilassi di malattie endemiche. Nel 1968, a causa delle instabilità politiche sorte, trovandosi nel bel mezzo della rivoluzione ed ormai a rischio la loro stessa incolumità, dovettero lasciare il paese e tornare in Italia.

### Il rientro definitivo in Italia
Gamondi, rientrato in Italia dopo l'ultimo viaggio in Congo, si stabilì in un primo momento a Varese, con l'intento di riprendere l'attività medica, e successivamente nella casa di Ghirla, dove nel 1971 nacque la figlia Claudia. A Varese incontrò Antonio Scarpa, un pediatra che aveva viaggiato a lungo in paesi come l'Asia e l'Africa poiché durante i suoi studi si era interessato all'etnomedicina. Il lavoro di Gamondi nei paesi equatoriali non poteva non interessare Scarpa, che nel 1967 infatti lo invitò a collaborare al primo fascicolo della rivista da lui fondata, Etnoiatria, chiedendogli di pubblicare la testimonianza di una guarigione operata in Indonesia applicando un trattamento indigeno. Gamondi infatti era un esempio di medico dotato di un'intelligenza tale da renderlo capace di avvicinarsi senza pregiudizi al mondo del primitivo ed alle sue culture e Scarpa sapeva che non era sempre facile trovare uomini così tra quanti esercitavano la medicina e la chirurgia occidentali nelle colonie. A partire dalla seconda metà del 1972, Gamondi continuò ad esercitare la propria professione come consulente responsabile del laboratorio di analisi dell'ospedale Luini Confalonieri di Luino; la sua grande esperienza lo aveva reso particolarmente competente nel campo della diagnosi e della cura delle malattie infettive, nonché un ottimo insegnante, capace di trasmettere la sua conoscenza di parassitologo, infettivologo ed esperto di microscopia ematologica. Infatti, il suo operare in luoghi lontani, spesso senza strumenti e attrezzature adeguate, lo aveva reso capace di effettuare interventi in cui doveva spesso affidarsi solo alle proprie forze. Era diventato un esperto di malattie tropicali e, soprattutto, sapeva maneggiare perfettamente il microscopio, tanto da essere considerato un "maestro" nell'uso di questo strumento. Dopo alcuni anni, nel 1978, lasciò l'incarico di responsabile di laboratorio per analisi chimico-cliniche e microbiologiche di Luino ma non cessò del tutto la sua attività in quanto veniva spesso chiamato per consulti anche da colleghi in altri ospedali; solo nel 1982 si staccò definitivamente dalla professione attiva per dedicarsi esclusivamente ai suoi interessi di studio che riguardarono per tutta la vita, in gran parte, le civiltà e le culture orientali ed africane.                                                                                                                                                                                                                 Gamondi andò in pensione con un enorme bagaglio di ricordi, avventure, conoscenze di civiltà lontane e con una cultura scientifica, filosofica ed esoterica straordinarie ma, purtroppo, con uno stato di salute compromesso da quanto aveva vissuto negli anni: oltre la zoppia soffriva di un'affezione ai polmoni. Nello stesso anno in cui andò in pensione fu ricoverato e curato per alcuni mesi nell'ospedale di Luino per questa sua patologia polmonare.
Morì il 19 agosto 1993 a Luino, a causa di un tumore polmonare.